# سه‌تنگون
سه‌تنگون، روستایی از توابع بخش مرکزی شهرستان بویراحمد در استان کهگیلویه و بویراحمد ایران است. حدودا 30 کیلومتری جاده یاسوج به شیراز و در دامنه کوه واقع شده است.
در تابستان هوایی مطبوع و دارای چشمه آب سرد و درختان گردو و سیب است.

## جمعیت
این روستا در دهستان سررود جنوبی قرار دارد و براساس سرشماری مرکز آمار ایران در سال ۱۳۸۵، جمعیت آن زیر سه خانوار بوده‌است.